# روبرتو پلیکونی
روبرتو پلیکونی (ایتالیایی: Roberto Pelliconi؛ زادهٔ ۱۴ نوامبر ۱۹۶۲ ‏(۶۲ سال)) دوچرخه‌سوار اهل ایتالیا است.